# 中尾蔦一
中尾 蔦一（なかお つたいち、1901年〈明治34年〉12月24日 - 1937年〈昭和12年〉9月16日）は、日本の大正から昭和にかけての日本画家。拝石、光林などと号していた。
フォークシンガーの高田渡の叔父。

## 来歴
佐賀県鹿島市に生まれた中尾は、東京美術学校日本画科に進学し、日本画家としてデビューした。
根津の下宿に住んでいたとき、隣の部屋に住む高田豊（高田渡の父）と出会ったことをきっかけに、豊の妹と結婚する。
帰郷すると鹿島高等女学校で教師をしながら作品をつくっていたが、病のため35歳で永眠した。
2012年には佐賀県立博物館で、作品やスケッチブック、貴重な資料などが展示された。
2016年には佐賀大学美術館で開催された、「佐賀の美術教師たち」ー地方画壇の成立と美術教育者　展で展示される。展示された作品は、「洛外早春」、「母と子」、「婦人像（香の像）」の３点。